# Allocation d'actifs
L'allocation d'actifs est une étape de la gestion d'actifs qui consiste à définir la part à donner à chaque catégorie de valeurs au sein d'un portefeuille d'investissement. L'allocation est généralement faite par secteur (cyclique, défensif, sensible), par profil (croissance, valeur), par géographie et/ou par classe d'actifs (actions, obligations, immobilier, matières premières, etc.)
Pour déterminer l'allocation d'actifs optimale, l'investisseur recherche un équilibre entre le rendement attendu des actifs et les risques qu'ils représentent. L'allocation d'actifs qui convient le mieux à un moment donné de la vie de l’investisseur dépendra de son horizon de temps et de sa tolérance au risque ou à la volatilité.

## Exemples de stratégie d'allocation

### Règle de 100
Une vieille règle empirique en allocation d'actifs consiste à partir de 100 et à ensuite soustraire l'âge de l'investisseur : cela donne le pourcentage d'actions à détenir dans son portefeuille, le reste étant généralement investi en obligations. Par exemple, si l'investisseur a 30 ans, il doit détenir 70 % de son portefeuille en actions. Si l'investisseur a 70 ans, il doit détenir 30 % de son portefeuille en actions.
C'est généralement la stratégie utilisée par les "fonds à date cible (en)".
Cependant, face à l'augmentation de l'espérance de vie, de nombreux conseillers financiers recommandent désormais que la règle soit plutôt calculée à partir de 110 ou 120.

### Règle des 4%
Une règle, attribuée à Tim Hale, consiste à détenir 4 % de son portefeuille en actions pour chaque année de son horizon d'investissement, le reste étant investi en obligations. Par exemple, il convient de détenir 40 % de son portefeuille en actions si l'horizon d'investissement est de 10 ans. L'année suivante, il convient de détenir 36 % de son portefeuille en actions, car l'horizon d'investissement n'est plus que de 9 ans.

### Règle de Larry Swedroe
Larry Swedroe établit la règle d'allocation d'actifs suivante :
| Horizon d'investissement (années) | Allocation en actions |
| --------------------------------- | --------------------- |
| 0-3                               | 0 %                   |
| 4                                 | 10 %                  |
| 5                                 | 20 %                  |
| 6                                 | 30 %                  |
| 7                                 | 40 %                  |
| 8                                 | 50 %                  |
| 9                                 | 60 %                  |
| 10                                | 70 %                  |
| 11-14                             | 80 %                  |
| 15-19                             | 90 %                  |
| 20 +                              | 100 %                 |